# Aorta ascendente
L'aorta ascendente è il primo tratto dell'aorta; fa seguito all'orifizio arterioso del ventricolo sinistro e si continua con l'arco dell'aorta.

## Anatomia
L'aorta ascendente origina dal ventricolo sinistro all'altezza del margine inferiore della terza cartilagine costale sinistra; proseguendo verso l'alto e verso destra, raggiunge il margine superiore della seconda cartilagine costale destra, proseguendosi direttamente nell'arco aortico. La porzione prossimale dell'aorta ascendente vien definita "bulbo aortico", una dilatazione ovoidale, in virtù dell'aspetto globoso che la caratterizza. A livello del bulbo aortico vengono distinti tre rigonfiamenti definiti "seni aortici" (o seni di Valsalva) che corrispondono alle valvole semilunari dell'orifizio aortico. A livello della congiunzione con l'arco è possibile riconoscere una dilatazione sul lato destro definito "grande seno aortico" il cui diametro si accentua con l'età.
L'aorta ascendente è avvolta, insieme all'arteria polmonare, dal foglietto viscerale del pericardio. Contrae i seguenti rapporti:
- Posteriormente: superficie antero-superiore dell'atrio sinistro, tramite l'interposizione del seno trasverso del pericardio. È inoltre in rapporto con l'arteria polmonare destra e la superficie antero-superiore del bronco principale di destra.
- Anteriormente: alla base confina con l'infundibulo del ventricolo destro, con il tronco polmonare e con l'auricola destra; più in alto con la pleura del polmone destro e con il timo (o i suoi residui).
- A sinistra entra in rapporto con l'atrio sinistro e con tronco polmonare.
- A destra entra in rapporto con l'atrio destro e la vena cava superiore.

L'aorta ascendente fornisce solo due rami collaterali, le arterie coronarie. L'arteria coronaria di destra origina dal seno aortico di destra; l'arteria coronaria di sinistra origina invece dal seno aortico di sinistra.